# Coupe de futsal de la FEF
 (avril 2020).
 (mai 2022).
La Coupe de futsal de la FEF, prenant la continuité de la Coupe d'Europe de Futsal Seniors Homme de l'UEFS, est une compétition européenne qui réunit chaque année les clubs Seniors Hommes des fédérations qui lui sont affiliées.

## Palmarès
| Lieu          | Année | Champion             | Vice-champion        | 3e                   | 4e                   | 5e                  | 6e                   | 7e               | 8e                   | 9e                | 10e                 | 11e         | 12e              |
| ------------- | ----- | -------------------- | -------------------- | -------------------- | -------------------- | ------------------- | -------------------- | ---------------- | -------------------- | ----------------- | ------------------- | ----------- | ---------------- |
| Sines         | 1995  | Poligran Moscou      | Tenagil Badajoz      | GD OS Encarnados     | Varta FSK            | -                   | -                    | -                | -                    |                   |                     |             |                  |
| Pas d'édition | 1996  | -                    | -                    | -                    | -                    | -                   | -                    | -                | -                    |                   |                     |             |                  |
| Alcúdia       | 1997  | Fiesta-Atlant        | Pretensats Ferriol   | Vix Zilina           | GDC Movelmoda        | -                   | -                    | -                | -                    |                   |                     |             |                  |
| Nerungi       | 1998  | Koncentrat Nerjungri | Perpetuum Bratislava | Ajax Kenitra         | Fan Noisiel          | El Parque Arganda   | -                    | -                | -                    |                   |                     |             |                  |
| Pas d'édition | 1999  | -                    | -                    | -                    | -                    | -                   | -                    | -                | -                    |                   |                     |             |                  |
| Moscou        | 2000  | Poligran Moscou      | GDR Palhais          | Energetik Novolukoml | -                    | -                   | -                    | -                | -                    |                   |                     |             |                  |
| Alicante      | 2001  | Universitet Vitebsk  | Juve Bratislava      | Gest Alonso Expert   | Fan Noisiel          | -                   | -                    | -                | -                    |                   |                     |             |                  |
| Pas d'édition | 2002  | -                    | -                    | -                    | -                    | -                   | -                    | -                | -                    |                   |                     |             |                  |
| Moscou        | 2003  | Poligran Moscou      | Amsa FC              | Universitet Vitebesk | Strabak Labriko      | Shtorm Yalta        | Erebuni              | -                | -                    |                   |                     |             |                  |
| Baranavitchy  | 2004  | Impuls Yakutsk       | Mima-MizunoTrnava    | Poligran Moscou      | Atlant Baranavitchy  | Universitet-Spartak | -                    | -                | -                    |                   |                     |             |                  |
| Minsk         | 2005  | KoncentratNerjungri  | Akademia Minsk       | Morales              | -                    | -                   | -                    | -                | -                    |                   |                     |             |                  |
| Brest         | 2006  | Merkury Brest        | Dinamo Moscou        | Arsenal Bela         | TR Ekaterinburg      | Granit Mikascevici  | FK Papandopulos      | San Feliu de G.  | SF Black Knight      |                   |                     |             |                  |
| Lloret de Mar | 2007  | Almaz Alrosa         | Refordenia Alicante  | Kominte Jestřabí     | Koncentrat Nerjungri | Novabrick Policka   | AT Badajoz           | Comforsa Rippol  | Torre Mont Roig      |                   |                     |             |                  |
| Nowa Ruda     | 2008  | Almaz Alrosa M.      | Chemcomex Prague     | Nizhnaja Volga       | Mora la Nova         | CFS La Garriga      | Piast Nowa Ruda      | Fenix Neratovice | Flash Express        |                   |                     |             |                  |
| Amposta       | 2009  | Nizhnjaja Volga      | Okhrana              | Podvodnik            | Nizhnaja Volga       | MJC Champs          | La Sauce carlésienne | Comforsa Rippol  | CFS La Garriga       |                   |                     |             |                  |
| Prague        | 2010  | Chemcomex Praha      | Volga Saratov        | Velikij Novgorod     | Gomel                | Beaucaire Futsal    | Futsal Llivia        | MJC Champs       | Benago Praha         |                   |                     |             |                  |
| Primorsko     | 2011  | Taganskiy Ryad       | Volkhov Novgorod     | MJC Champs           | Gomel                | EFS Ripoli          | Flash Express        | Sico Jilemnice   | Liverpool Burgas     |                   |                     |             |                  |
| Primorsko     | 2012  | Dynamo Moscou        | Le Cannet Futsal     | Novabrick Policka    | Sporting Burgas      | Lazur Burgas        | -                    | -                | -                    |                   |                     |             |                  |
| Bastia        | 2013  | Volga Saratov        | Bastia Futsal        | Spartak Moscow       | FC St-Gilles         | Teia Futbol Cinc    | Tynset Futsal        | Bar Flor de Lara | SMR Plus Zlin        |                   |                     |             |                  |
| Lloret de Mar | 2014  | Spartak Moscow       | Torpedo MAMI         | NewBearHouse         | Deca Guadalajara     | Sauda Futsal        | Rapid los Calimeros  | Gin Tonic's      | SMR Plus Zlin        | Craft 52          | CFS La Terraza      | Flash UFBR  |                  |
| Lloret de Mar | 2015  | Podvodnik            | Koxka Taberna        | EFS Ripoll           | Russland             | Volna               | C2C Vauvert futsal   | FC Romorantin    | SK SICO SC Jilemnice | FS Villafant      | Rapid Los Calimeros | Futsal FICS | Dvin             |
| Lloret de Mar | 2016  | Volna                | Penya Recreativo     | Flash UFBR           | Torpedo MAMI Moscow  | Futsal Dante        | Russland             | FC St-Gilles     | Rapid Los Calimeros  | Bombardaci Vetrni | Moravska Trebova    | KSI Futsal  | AJ Aulnay Futsal |

## Liens et Sources
- l'Union européenne de futsal (U.E.Fs)
- (fr) Site officiel de l'Union Européenne de Futsal (UEFs)